# Foamstars
Foamstars es un videojuego de disparos en tercera persona desarrollado por Toylogic y publicado por Square Enix para PlayStation 4 y PlayStation 5. Fue lanzado el 6 de febrero de 2024.

## Jugabilidad
En Foamstars, los jugadores forman equipos de cuatro y utilizan espuma para manipular el campo de batalla. Equipos de cuatro jugadores utilizan la espuma para dar forma al campo de batalla, creando superficies resbaladizas para maniobras ágiles y ventaja estratégica. Construyen terreno para fortificarse contra ataques enemigos o asegurar posiciones ventajosas para eliminar enemigos. El objetivo es "hacer espuma" a la oposición mediante tácticas inteligentes y trabajo en equipo coordinado. Cada partida presenta desafíos dinámicos y oportunidades para la creatividad con su mecánica de construcción de terreno. Los jugadores se sumergen en enfrentamientos multijugador y colaboran con sus compañeros de equipo para asegurar la victoria. Ya sea forjando rutas transversales rápidas o tendiendo trampas a los adversarios, Foamstars exige rapidez de pensamiento y adaptabilidad.

## Recepción
Foamstars recibió críticas "mixtas o promedio" según el sitio web agregador de reseñas Metacritic.